# 俄亥俄县 (西弗吉尼亚州)
俄亥俄县（英語：Ohio County）是美国西維吉尼亞州的一个县，惠灵为其县治所在。该县于1776年从弗吉尼亚州的西奥古斯塔區獨立成州，並得名於俄亥俄河；这条河构成了俄亥俄州的西部边界。西自由城（原布莱克小屋）于1777年被指定为县城，1797年县治迁至惠灵。
俄亥俄县是惠靈都會區的一部分。

## 地理
根据美国人口普查局的数据，该县总面积为 109 平方英里（280平方公里），其中106平方英里（270平方公里）为陆地，3.2平方英里（8.3平方公里）（2.9%）为水域。按面积计算，它是西弗吉尼亚州第三小的县。俄亥俄县的最高点海拔约为1,420英尺（430m），位于宾夕法尼亚州西亞歷山大西南约1英里（1.6公里）处。 该县的水源是惠靈河和其他小溪。
1863年，西弗吉尼亚州的县被划分为民事乡镇，目的是鼓励地方政府。事实证明，这在农村人口稠密的州是不切实际的，1872年，乡镇被转变为行政区。俄亥俄县分为五个区：中心区、克莱区、自由区、麦迪逊区、里奇兰区、里奇区、特里亚德尔菲亚区、联合区、华盛顿区和韦伯斯特区。中心区、克莱区、麦迪逊区、联合区和韦伯斯特区都位于惠灵市内，华盛顿区的一部分也是如此。
到 1880 年，里奇区的一部分也被惠灵并入。20世纪70年代，十个历史悠久的行政区被合并为五个新区：Liberty Triadelphia；麦迪逊，联合克莱，华盛顿区；蒂奇韦伯斯特中心区和特里亚德尔菲亚。这些在 20 世纪 80 年代进一步合并，形成第1区、第2区和第3区。

### 主要高速公路
- 70號州際公路
- 470號州際公路
- 40號美國國道
- 250號美國國道
- 2號西維吉尼亞州州道
- 88號西維吉尼亞州州道

### 邻接县
- 布魯克縣（北）
- 宾夕法尼亚州 华盛顿县（东部）
- 马歇尔县（南）
- 俄亥俄州 贝尔蒙特县（西）
- 俄亥俄州 杰斐逊县（西北）

俄亥俄县是美国与同名州接壤的四个县之一（其他三个县是加利福尼亚州內華達郡、奧克拉荷馬州德克薩斯郡和宾夕法尼亚州德拉瓦郡）。

## 政府与政治
俄亥俄县由三名成员组成的郡委員會管理。三名县专员从单一成员的行政选区选举产生，任期六年，任期交错，以便每偶数年选举一个席位。县委员会每年选举自己的主席。俄亥俄县委员包括委员会主席兰迪·沃顿、扎卡里·亚伯拉罕和唐·尼克森。县委员会通常任命一名县行政官来监督委员会的日常行政职责。
在西弗吉尼亚州参议院，俄亥俄县与漢考克郡、布魯克縣和馬歇爾郡的部分县一起属于第一参议院选区。该选区的代表是劳拉·瓦基姆·查普曼（R-惠靈）和萊恩·韋爾德（R-韋爾斯堡）。
在西維吉尼亞州眾議院中，俄亥俄县的部分地区由第三、第四和第五众议院选区代表。第三选区由代表吉米·威利斯（R-布鲁克县）代表。第四选区由黛安娜·文森賴（R-惠靈）代表。第五选区由代表孝恩·弗魯哈蒂（D-惠靈）代表。州议会的所有代表任期两年。
在聯邦眾議院，俄亥俄县是西維珍尼亞州第二國會選區的一部分，该选区几乎包括该州的整个北部地区。现任众议员是来自傑佛遜郡查爾斯鎮的共和黨人阿萊克斯·穆尼。西弗吉尼亚州的两名参议员代表整个州，他们分别是来自查爾斯頓的共和党人雪萊·摩爾·卡皮托和来自費蒙特的民主党人乔·曼钦。

## 人口
| 调查年                                                      | 人口   | 备注  | %±     |
| ----------------------------------------------------------- | ------ | ----- | ------ |
| 1790                                                        | 5,212  |       | —      |
| 1800                                                        | 4,740  |       | −9.1%  |
| 1810                                                        | 9,182  |       | 93.7%  |
| 1820                                                        | 9,182  |       | 0.0%   |
| 1830                                                        | 15,584 |       | 69.7%  |
| 1840                                                        | 13,357 |       | −14.3% |
| 1850                                                        | 18,006 |       | 34.8%  |
| 1860                                                        | 22,422 |       | 24.5%  |
| 1870                                                        | 28,831 |       | 28.6%  |
| 1880                                                        | 37,457 |       | 29.9%  |
| 1890                                                        | 41,557 |       | 10.9%  |
| 1900                                                        | 48,024 |       | 15.6%  |
| 1910                                                        | 57,572 |       | 19.9%  |
| 1920                                                        | 62,892 |       | 9.2%   |
| 1930                                                        | 72,077 |       | 14.6%  |
| 1940                                                        | 73,115 |       | 1.4%   |
| 1950                                                        | 71,672 |       | −2.0%  |
| 1960                                                        | 68,437 |       | −4.5%  |
| 1970                                                        | 64,197 |       | −6.2%  |
| 1980                                                        | 61,389 |       | −4.4%  |
| 1990                                                        | 50,871 |       | −17.1% |
| 2000                                                        | 47,427 |       | −6.8%  |
| 2010                                                        | 44,443 |       | −6.3%  |
| 2020                                                        | 42,425 |       | −4.5%  |
| 2021年估计                                                  | 41,776 | [ 5 ] | −1.5%  |
| U.S. Decennial Census 1790–19601900–1990 1990–20002010–2020 |        |       |        |

截至2020年人口普查，全县有人口4萬2,425人，人口密度为每平方英里390人（150/平方公里）。共有21,172套住房，平均密度为每平方英里200.1 套（77.3 套/平方公里）。该县的种族构成为：93.2%为白人，3.7%为黑人或非裔美国人，0.8%为亞裔美國人，0.1%为美洲原住民，0.2%为其他种族，1.9%为两个或以上种族。西班牙裔或拉丁裔占总人口的 0.8%。就血统而言，34.0%为德裔、19.1%为愛爾蘭裔、14.4%为英裔、8.5%是義大利裔、7.2%是波蘭裔，只有5.7%是原生美国人。
在18,914户家庭中，24.6%有18岁以下儿童，43.4%是已婚夫妇同居，11.7%是女户主无丈夫，40.9%是非家庭成员，占所有家庭的35.3%由个人组成。平均家庭人数为2.21人，平均家庭人数为2.86人。中位年龄为 43.5岁。
该县户收入中位数为39,669美元，家庭收入中位数为54,909美元。男性的平均收入为42,213美元，而女性的平均收入为28,211美元。该县的人均收入为23,950美元。约11.9%的家庭和15.9%的人口处于贫困线以下，其中18岁以下人口占25.2%，65岁以上人口占9.0%。